# Дело Лавона
Дело Лавона  (или Позорное дело — ха-Эсек ха-биш ивр. העסק הביש‎) — политический скандал в Израиле с 1954 по 1960 год, связанный с провальной диверсионной операцией военной разведки Израиля в Египте.

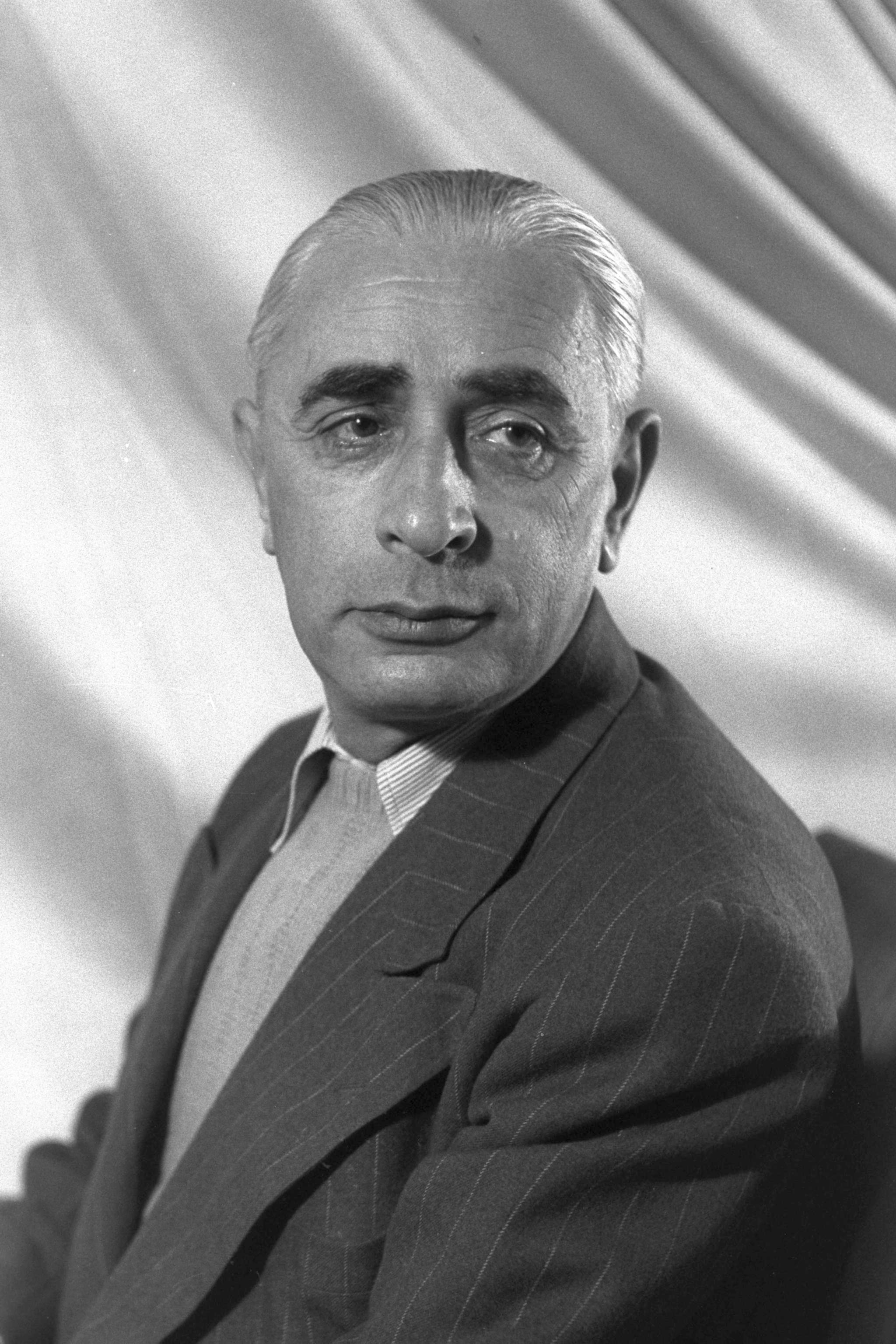
Пинхас Лавон, министр обороны Израиля в 1954—1955 гг.

## Причины
В июле 1954 года израильская военная разведка организовала в Египте диверсионную операцию «Сусанна». Идея заключалась в том, чтобы устроить в Каире и Александрии серию террористических актов, особенно против американских и английских учреждений, что, как надеялись, должно будет сорвать вывод английских войск из зоны Суэцкого канала.
Операцию проводили с помощью сети из местных евреев. Однако уже в самом начале операции был арестован один из диверсантов. Самодельная бомба, которую он намеревался взорвать в кинотеатре, взорвалась на нём самом, не принеся вреда ни ему, ни окружающим. Вслед за тем последовали массовые аресты, фактически покончившие с израильской разведывательной сетью в Египте. Всего было арестовано 13 агентов. Двое из арестованных покончили жизнь самоубийством, двое были повешены по приговору египетского суда, двое отпущены за недостатком улик, а остальные много лет просидели в тюрьме.
В результате этого провала в Израиле разразился громадный политический скандал, продолжавшийся многие годы и получивший название «Дело Лавона» или «Позорное дело» (ха-Эсек ха-биш). Поскольку выяснилось, что премьер-министр Моше Шарет не был поставлен в известность об операции, было начато многолетнее расследование, в ходе которого начальник военной разведки Биньямин Гибли и министр обороны Пинхас Лавон обвиняли друг друга в ответственности за провал операции. Гибли утверждал, что действовал по приказу Лавона, а Лавон отрицал, говоря, что приказа не было, и Гибли действовал за его спиной.

## Первая комиссия
2 января 1955 года премьер-министр Моше Шарет назначил комиссию «для выяснения степени ответственности, лежащей на наших властях за арест в Египте группы евреев, чей процесс проходит сейчас в военном суде в Каире». Задача была поручена бывшему начальнику Генерального штаба Яакову Дори и председателю Верховного суда Ицхаку Ольшану.
Официальное решение комиссии было расплывчатым, но новый премьер-министр Леви Эшколь[уточнить] принял его и решил прекратить расследование. В итоге Гибли был уволен 7 марта 1955 года и впоследствии назначен военным атташе в Лондоне, а Лавон был вынужден 16 февраля 1955 года уйти в отставку.

## Вторая комиссия
В мае 1960 года «дело Лавона» снова оказалось в центре внимания общественности страны. Пинхас Лавон, занимавший пост министра обороны во время отставки Бен-Гуриона, потребовал снятия с себя ответственности за провал израильской разведки в Египте. Он утверждал, что у него есть доказательства того, что выводы комиссии, расследовавшей выдвинутые против него в 1954 году обвинения в ответственности за провал израильский агентуры в Египте, основывались частично на ложных показаниях, а частично на сокрытии целого ряда важнейших фактов. «Дело Лавона» получило широкую огласку в печати. Новая комиссия, изучив соответствующие документы, приняла решение о непричастности Лавона к провалу.

## Обсуждение в Мапай
Бен-Гурион отказался признать решение комиссии и, в знак протеста, подал в январе 1961 года в отставку. В результате серьёзных разногласий центральный комитет партии «Мапай» принял решение сместить Лавона с поста генерального секретаря федерации профсоюзов «Гистадрут».
В 1964 году Бен-Гурион снова потребовал судебного рассмотрения «дела Лавона», считая это вопросом первостепенной важности, однако в январе 1965 года руководство «Мапай» отклонило это требование. В результате, Бен-Гурион со своими сторонниками вышел из «Мапай» и создал самостоятельный Список рабочих Израиля (Решимат по‘алей Исраэль, сокращенно РАФИ).